# Собор Святого Юди
Собо́р Свято́го Ю́ди (формально Собор Святого Симона і Святого Юди) — англіканський собор в Ікалуїті, штат Нунавут, Канада. Собор є місцем єпархії Арктики, яка охоплює північно-західні території, Нунавут та регіон Нунавік на півночі Квебеку. Він має найбільшу площу серед усіх англіканських єпархій у світі. Собор також є парафіяльною церквою для парафії Ікалуїт і проводить богослужіння англійською та інуктитутом. 

## Історія

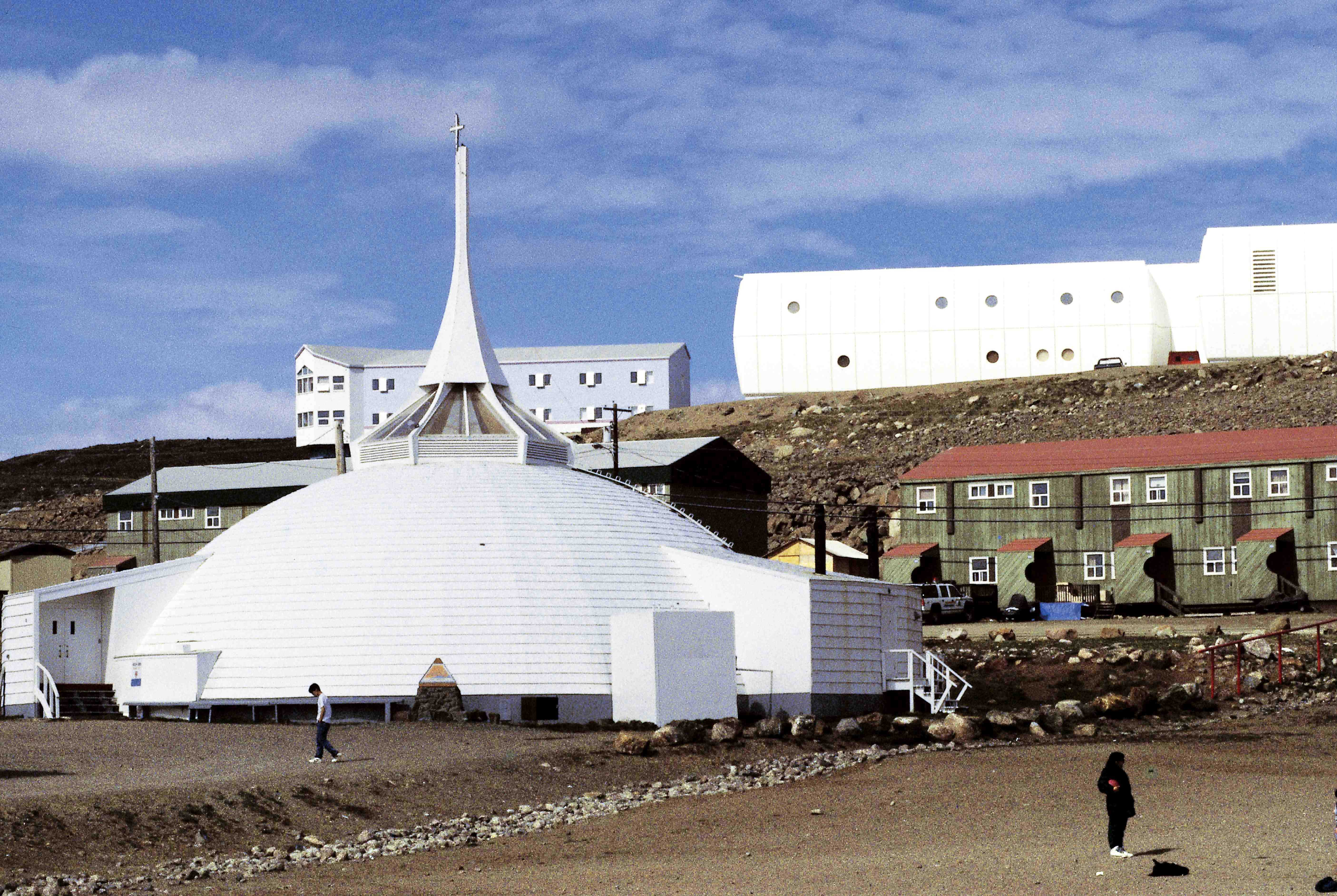
Старий собор Святого Юди в 1995 році. Конструкцію знесли в 2006 році після підпалу.

Оригінальний собор Святого Юди був спроектований Рональдом Томом в 1970 році і побудований місцевими волонтерами у 1972 році. Собор був добре відомий своїми декораціями, більшість з яких - продукт майстерності інуїтів. Сюди входили настінні завіси, ткані колекційні кошики, хрест із бивнів нарвалу та різьблена купіль із жировика, присвячена Єлизаветі II, королеві Канади, під час відвідування Ікалуїту. 
Перший Собор Святого Юди був зруйнований у червні 2006 року після того, як у листопаді 2005 року його підпалили і пожежа зруйнувала значну частину споруди. 
Нинішня будівля, яку неофіційно називають Собором Іглу, була відкрита 3 червня 2012 року. Унікальна будівля у формі іглу традиційно була визначною пам'яткою та туристичною визначною пам'яткою в Ікалуїті, крім своєї найважливішої духовної ролі для Ікалумміутів (жителів Ікалуїту). 